# Seven (album de Soft Machine)
Seven este un album din 1973 al trupei Britanice de rock progresiv și jazz/fusion, Soft Machine - una din formațiile de bază ale scenei muzicale din Canterbury. Basistul Roy Babbington care contribuise și pe albumele Fourth și Fifth la dublu bas, l-a înlocuit pe Hugh Hopper - plecat din grup pentru a-și începe o carieră solo.

## Tracklist
1. "Nettle Bed" (Karl Jenkins) (4:47)
2. "Carol Ann" (Jenkins) (3:48)
3. "Day's Eye" (Mike Ratledge) (5:05)
4. "Bone Fire" (Ratledge) (0:32)
5. "Tarabos" (Ratledge) (4:32)
6. "D.I.S." (John Marshall) (3:02)
7. "Snodland" (Jenkins) (1:50)
8. "Penny Hitch" (Jenkins) (6:40)
9. "Block" (Jenkins) (4:17)
10. "Down The Road" (Jenkins) (5:48)
11. "The German Lesson" (Ratledge) (1:53)
12. "The French Lesson" (Jenkins) (1:01)

## Componență
- Roy Babbington - chitară bas, bas acustic
- Mike Ratledge - orgă, sintetizator, pian electric
- Karl Jenkins - oboi, saxofon bariton și alto, pian electric
- John Marshall - tobe, percuție